# Parapsettus panamensis
Parapsettus panamensis е вид лъчеперка от семейство Ephippidae, единствен представител на род Parapsettus.

## Разпространение
Видът е разпространен в Гватемала, Еквадор, Колумбия, Коста Рика, Мексико, Никарагуа, Панама, Перу, Салвадор, Хондурас и Чили.